# وجهیت پویا
وَجهیَت پویا (انگلیسی: Dynamic modality) گونه‌ای از وجهیت در زبان‌شناسی است که به توانایی یا الزام کنشگر (فاعل) برای انجام کاری اشاره دارد. وجهیت پویا برخلاف وجهیت تکلیفی، غیرذهنی است و به ارزیابی شخصی گوینده وابسته نیست. در زبان انگلیسی، وجهیت پویا در انگلیسی معمولاً با افعال «can» (توانستن) یا «will» (خواستن/اراده داشتن) بیان می‌شود.
موجهات پویا بیانگر توانایی، تمایل و خواستن‌اند و به کنشگرِ موجود در گزاره مربوط می‌شوند. در وجهیت پویا، نیرویی درونی در فرد باعث تحریک او به انجام کنش می‌شود؛ از این‌رو، توانایی و خواستن در این نوع وجهیت، شرطی درونی دارد.
طبق تعریف سنتی، وجهیت پویا یا توانمندی را می‌توان نوعی نسبت دادن ظرفیت یا قابلیت به مشارک (یعنی فاعل جمله) دانست. این وجهیت بیانگر آن است که گوینده یا فاعل جمله توان انجام عملی را دارد. در واقع، این ویژگی به موضوع بیرونی محمول مربوط است؛ یعنی مشارکِ عمل که معمولاً کنترل وضعیت را در اختیار دارد، اغلب نقش عامل را ایفا می‌کند، حتی اگر الزاماً فاعل دستوری نباشد.
وجهیت پویا تنها به توانایی محدود نمی‌شود، بلکه می‌تواند بر معنای ضمنی نیاز یا ضرورت از سوی مشارک نیز دلالت داشته باشد.